# Pietro Meloni
Pietro Meloni (Sassari, 31 agosto 1935) è un vescovo cattolico italiano, dal 21 aprile 2011 vescovo emerito di Nuoro.

## Biografia
Nasce a Sassari, città capoluogo di provincia e sede arcivescovile, il 31 agosto 1935.

### Formazione e ministero sacerdotale
Studioso di letteratura latina, matura da adulto la vocazione nell'ambiente dell'Azione Cattolica.
Il 28 giugno 1968 è ordinato presbitero, per l'arcidiocesi di Sassari, dall'arcivescovo Paolo Carta.

### Ministero episcopale
Il 9 giugno 1983 papa Giovanni Paolo II lo nomina vescovo delle diocesi di Ampurias e Tempio; succede a Carlo Urru, precedentemente nominato vescovo di Città di Castello. Il 10 settembre successivo riceve l'ordinazione episcopale, nella cattedrale di Sassari, dal cardinale Sebastiano Baggio, co-consacranti gli arcivescovi Salvatore Isgrò e Paolo Carta.
Il 30 settembre 1986, con l'unione delle sedi di Ampurias e Tempio, diviene primo vescovo di Tempio-Ampurias.
Il 16 aprile 1992 è trasferito dallo stesso papa alla diocesi di Nuoro, dove succede a Giovanni Melis Fois, dimessosi per raggiunti limiti di età.
Il 21 aprile 2011 papa Benedetto XVI accoglie la sua rinuncia, presentata per raggiunti limiti di età, al governo pastorale della diocesi di Nuoro; gli succede Mosè Marcia, fino ad allora vescovo ausiliare di Cagliari. Rimane amministratore apostolico della diocesi fino all'ingresso del successore, avvenuto il 19 giugno seguente. Da vescovo emerito si ritira a vivere a Sassari.
Il 10 settembre 2013 festeggia i trent'anni di ministero episcopale con una solenne celebrazione da lui presieduta nella cattedrale di San Nicola di Sassari.

## Genealogia episcopale
La genealogia episcopale è:
- Cardinale Scipione Rebiba
- Cardinale Giulio Antonio Santori
- Cardinale Girolamo Bernerio, O.P.
- Arcivescovo Galeazzo Sanvitale
- Cardinale Ludovico Ludovisi
- Cardinale Luigi Caetani
- Cardinale Ulderico Carpegna
- Cardinale Paluzzo Paluzzi Altieri degli Albertoni
- Papa Benedetto XIII
- Papa Benedetto XIV
- Cardinale Enrico Enriquez
- Arcivescovo Manuel Quintano Bonifaz
- Cardinale Buenaventura Córdoba Espinosa de la Cerda
- Cardinale Giuseppe Maria Doria Pamphilj
- Papa Pio VIII
- Papa Pio IX
- Cardinale Alessandro Franchi
- Cardinale Giovanni Simeoni
- Cardinale Antonio Agliardi
- Cardinale Basilio Pompilj
- Cardinale Adeodato Piazza, O.C.D.
- Cardinale Sebastiano Baggio
- Vescovo Pietro Meloni